# Утликово
Утликово — деревня в Ефимовском городском поселении Бокситогорского района Ленинградской области.

## История
Деревня Утликова упоминается на карте Новгородского наместничества 1792 года А. М. Вильбрехта.

УТЛИКОВО — деревня Утликовского общества, прихода села Озерева. 

Крестьянских дворов — 20. Строений — 49, в том числе жилых — 23. 

Число жителей по семейным спискам 1879 г.: 42 м. п., 59 ж. п.; по приходским сведениям 1879 г.: 38 м. п., 52 ж. п.

В конце XIX — начале XX века деревня административно относилась к Тарантаевской волости 5-го земского участка 3-го стана Тихвинского уезда Новгородской губернии.

УТЛИКОВО — деревня Утликовского сельского общества, число дворов — 22, число домов — 35, число жителей: 50 м. п., 53 ж. п.; Занятия жителей: земледелие, лесные заработки. Речка Тушемелька. Часовня. (1910 год)

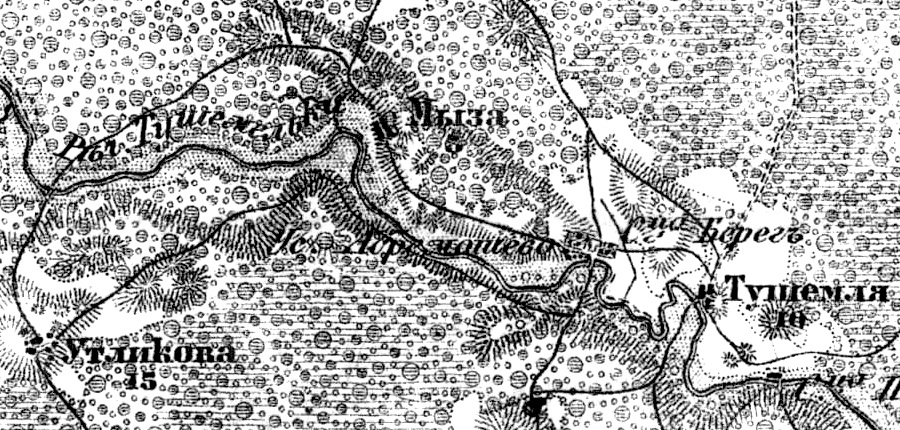
Деревня Утликово на карте 1917 года

Согласно военно-топографической карте Новгородской губернии издания 1917 года деревня называлась Утликова и насчитывала 15 крестьянских дворов.
С 1917 по 1918 год деревня входила в состав Тарантаевской волости Тихвинского уезда Новгородской губернии.
С 1918 года, в составе Череповецкой губернии.
С 1924 года, в составе Соминской волости.
С 1927 года, в составе Тушемелевского сельсовета Ефимовского района..
По данным 1933 года деревня Утликово входила в состав Тушемелевского сельсовета Ефимовского района.
В 1940 году население деревни составляло 161 человек.
С 1954 года, в составе Журавлёвского сельсовета.
С 1965 года в составе Бокситогорского района. В 1965 году население деревни составляло 101 человек.
По данным 1966, 1973 и 1990 годов деревня Утликово также входила в состав Журавлёвского сельсовета.
В 1997 году в деревне Утликово Журавлёвской волости проживали 12 человек, в 2002 году — 15 человек (русские — 86 %).
В 2007 году в деревне Утликово Климовского СП проживали 4 человека, в 2010 году — 2.
В мае 2019 года Климовское сельское поселение вошло в состав Ефимовского городского поселения.

## География
Деревня расположена в центральной части района к западу от автодороги 41К-030 (Красная Речка — Турандино).
Расстояние до деревни Климово — 20 км.
Расстояние до ближайшей железнодорожной станции Ефимовская — 35 км.

## Демография
| 1997 | 2002 | 2007 | 2010 | 2017 |
| ---- | ---- | ---- | ---- | ---- |
| 12   | ↗15  | ↘4   | ↘2   | ↘0   |

## Инфраструктура
На 1 января 2013 года в деревне числилось 1 домохозяйство.